# رزباد (فیلم ۲۰۱۹)
رزباد (انگلیسی: Rosebud؛‏ کره‌ای: 그대 이름은 장미) یک فیلم کمدی محصول کره جنوبی سال ۲۰۱۹ به کارگردانی جو سوک هیون و با بازی یو هو جونگ است. این فیلم در ۱۶ ژانویه ۲۰۱۹ منتشر شد.

## داستان
این فیلم بین اواخر دههٔ ۱۹۷۰ و امروز واقع شده است و داستان زنی به نام هونگ جانگ می را روایت می‌کند که آرزوی خواننده شدن دارد.

## بازیگران
- یو هو جونگ در نقش هونگ جانگ می
  - ها یون سو در نقش هونگ جوانی جانگ می
- پارک سونگ وونگ در نقش میونگ هوان
  - لی وون گون در نقش جوانی میونگ هوان
- اوه جونگ سه در نقش سون چول
  - چوی وو شیک در نقش جوانی سون چول
- چه سو بین در نقش هیون آه
- پارک جون میون در نقش کانگ جا
  - جو سو یون در نقش جوانی کانگ جا
- یون بوک این در نقش می ران
  - اوه ها نی در نقش جوانی می ران
- لی جون هیوک در نقش رئیس اوه
- هوانگ سوک جونگ در نقش هان میونگ هی
- کیم جونگ هیون در نقش وو سونگ
- ری مین در نقش فکتوری منیجر
- وو جونگ کوک در نقش شوهر کانگ جا
- اوه وو جین در نقش دو ست وو سونگ
- جانگ ته سونگ در نقش مرد تصادف ماشین (حضور افتخاری)
- کیم کی دوک در نقش صدای دی‌جی رادیو (حضور افتخاری)
- کیم مین جونگ در نقش صدای دی‌جی رادیو (حضور افتخاری)
- لی جی ئه در نقش مجری (حضور افتخاری)

## تولید
تصویربرداری اصلی در ۲۹ ژانویه ۲۰۱۶ آغاز شد و در ۳۰ آوریل ۲۰۱۶ به پایان رسید.